# Ivan Firer
Ivan Firer (sinh ngày 19 tháng 11 năm 1984) là 1 cựu cầu thủ bóng đá chuyên nghiệp người Slovenia.